# Sigriswiler Rothorn
Sigriswiler Rothorn är en bergstopp i Schweiz. Den ligger i distriktet Thun och kantonen Bern, i den centrala delen av landet. Toppen på Sigriswiler Rothorn är 2 051 meter över havet.
Sigriswiler Rothorn är den högsta punkten i trakten. Närmaste större samhälle är Thun, 11,6 km väster om Sigriswiler Rothorn.
I omgivningarna runt Sigriswiler Rothorn växer i huvudsak blandskog och bergsängar.